# Línea N301 (Interurbanos Madrid)
La línea N301 de la red de autobuses interurbanos de Madrid une la estación de Atocha con Rivas Futura (Rivas-Vaciamadrid).

## Características
Esta línea nocturna une Madrid con los barrios de Covibar y Rivas Futura de Rivas-Vaciamadrid en aproximadamente 35 minutos. 
La línea mantiene los mismos horarios todo el año (exceptuando las vísperas de festivo y festivos de Navidad). 
Está operada por la empresa La Veloz mediante la concesión administrativa VCM-301 - Madrid – Valdelaguna – San Martín de la Vega (Viajeros Comunidad de Madrid) del Consorcio Regional de Transportes de Madrid.

## Horarios
| Noches de domingo a jueves, sábados y festivos | Noches de domingo a jueves, sábados y festivos | Noches de viernes y vísperas de festivo | Noches de viernes y vísperas de festivo |
| Madrid > Rivas Futura                          | Rivas Futura > Madrid                          | Madrid > Rivas Futura                   | Rivas Futura > Madrid                   |
| 01:40                                          | 00:50                                          | 01:15                                   | 00:30                                   |
| 03:20                                          | 02:30                                          | 01:40                                   | 00:50                                   |
| 05:00                                          | 04:10                                          | 03:20                                   | 02:30                                   |
|                                                |                                                | 05:00                                   | 04:10                                   |

## Recorrido y paradas
NOTA: Debido a las obras del nuevo intercambiador de Conde de Casal, las paradas sombreadas en naranja sustituyen a aquellas sombreadas en rojo, desde el 17 de febrero de 2025 hasta fin de obras.

### Sentido Rivas Futura
| Código | Parada                                           | Común con    | Conexiones con Metro y Cercanías | Municipio         | Zona |
| ------ | ------------------------------------------------ | ------------ | -------------------------------- | ----------------- | ---- |
| 7433   | Av. Mediterráneo - Conde de Casal                | N302         | Conde de Casal                   | Madrid            |      |
| 5708   | Estación de Atocha (Intercambiador)              | N302 N303    | Atocha                           | Madrid            |      |
| 2128   | Mediterráneo                                     | N302 N303    |                                  | Madrid            |      |
| 3350   | Mediterráneo-Pérez de Ayala                      | N302         |                                  | Madrid            |      |
| 3351   | Mediterráneo-Pío Felipe                          | N302         |                                  | Madrid            |      |
| 3353   | Mediterráneo-Pablo Neruda                        | N302 N303 N9 |                                  | Madrid            |      |
| 5150   | Mediterráneo-Politécnico                         | N302 N303    |                                  | Madrid            |      |
| 2612   | Mediterráneo-Democracia                          | N302 N303 N9 |                                  | Madrid            |      |
| 07439  | Mediterráneo-Santa Eugenia                       | N302 N303    | Santa Eugenia                    | Madrid            |      |
| 07519  | Av. Covibar - Rosa                               |              |                                  | Rivas-Vaciamadrid |      |
| 09784  | Av. Covibar - Colegio                            |              |                                  | Rivas-Vaciamadrid |      |
| 07520  | Av. Covibar - Pza. Violeta Parra                 |              |                                  | Rivas-Vaciamadrid |      |
| 07521  | Av. Covibar - Pza. Pau Casals                    |              |                                  | Rivas-Vaciamadrid |      |
| 15867  | Av. Armando Rodríguez Vallina - Pza. León Felipe |              |                                  | Rivas-Vaciamadrid |      |
| 12203  | P.º Provincias - Cáceres                         |              |                                  | Rivas-Vaciamadrid |      |
| 20709  | P.º Provincias - Av. Víctimas del Terrorismo     |              |                                  | Rivas-Vaciamadrid |      |
| 11609  | P.º Provincias - Valladolid                      |              |                                  | Rivas-Vaciamadrid |      |
| 20277  | Av. Tierra - Dulce Chacón                        |              |                                  | Rivas-Vaciamadrid |      |
| 18782  | Av. Tierra - Av. Ocho de Marzo                   |              |                                  | Rivas-Vaciamadrid |      |
| 18783  | Av. Ocho de Marzo - Ciudad Educativa             |              |                                  | Rivas-Vaciamadrid |      |
| 18266  | Av. Almendros - Isadora Duncan                   |              |                                  | Rivas-Vaciamadrid |      |
| 11605  | Av. Almendros - Centro Comercial                 |              |                                  | Rivas-Vaciamadrid |      |
| 09069  | Av. Almendros - Colegio                          |              |                                  | Rivas-Vaciamadrid |      |
| 20710  | Av. Almendros - P.º Chopera                      |              |                                  | Rivas-Vaciamadrid |      |
| 07511  | Av. Almendros - Río Jarama                       |              |                                  | Rivas-Vaciamadrid |      |
| 07512  | Av. Almendros - Ópera                            |              |                                  | Rivas-Vaciamadrid |      |
| 07513  | Av. Almendros - Av. Zarzuela                     |              |                                  | Rivas-Vaciamadrid |      |
| 07514  | Av. Almendros - Integración                      |              |                                  | Rivas-Vaciamadrid |      |
| 16039  | Junkal - Estadio de Atletismo                    | N302         |                                  | Rivas-Vaciamadrid |      |
| 16040  | Junkal - Colegio                                 | N302         |                                  | Rivas-Vaciamadrid |      |
| 20499  | Av. José Hierro - Amapola                        | N302         |                                  | Rivas-Vaciamadrid |      |
| 16716  | Av. José Hierro - José Saramago                  |              |                                  | Rivas-Vaciamadrid |      |
| 16057  | Av. José Hierro - Emp. Municipal Vivienda        |              |                                  | Rivas-Vaciamadrid |      |
| 18874  | Av. Pablo Iglesias - Av. Mario Vargas Llosa      |              |                                  | Rivas-Vaciamadrid |      |
| 13253  | Av. Pablo Iglesias - Jovellanos                  |              |                                  | Rivas-Vaciamadrid |      |
| 13257  | Av. Pablo Iglesias - Rosa Montero                |              |                                  | Rivas-Vaciamadrid |      |
| 13259  | Av. Pablo Iglesias - Juan Carlos Onetti          |              |                                  | Rivas-Vaciamadrid |      |
| 19187  | Av. Pablo Iglesias - Av. Aurelio Álvarez         |              |                                  | Rivas-Vaciamadrid |      |
| 21071  | Av. Velázquez - Av. 1.º de Mayo                  |              |                                  | Rivas-Vaciamadrid |      |
| 21064  | Juan Gris - Av. Velázquez                        |              |                                  | Rivas-Vaciamadrid |      |
| 21061  | Tomás Edison - C. C. H2ocio                      |              |                                  | Rivas-Vaciamadrid |      |

### Sentido Madrid
| Código | Parada                                                 | Común con    | Conexiones con Metro y Cercanías | Municipio         | Zona |
| ------ | ------------------------------------------------------ | ------------ | -------------------------------- | ----------------- | ---- |
| 21062  | Tomás Edison - C. C. H2ocio                            |              |                                  | Rivas-Vaciamadrid |      |
| 21063  | Juan Gris - Antonio Gaudí                              |              |                                  | Rivas-Vaciamadrid |      |
| 21070  | Av. Velázquez - Av. 1.º de Mayo                        |              |                                  | Rivas-Vaciamadrid |      |
| 19188  | Av. Pablo Iglesias - Agustín Sánchez Millán            |              |                                  | Rivas-Vaciamadrid |      |
| 13258  | Av. Pablo Iglesias - Antonio Muñoz Molina              |              |                                  | Rivas-Vaciamadrid |      |
| 13256  | Av. Pablo Iglesias - Jovellanos                        |              |                                  | Rivas-Vaciamadrid |      |
| 13272  | Av. Pablo Iglesias - Orégano                           |              |                                  | Rivas-Vaciamadrid |      |
| 13274  | Av. Pablo Iglesias - Primavera                         |              |                                  | Rivas-Vaciamadrid |      |
| 16056  | Av. José Hierro - Rosa Chacel                          |              |                                  | Rivas-Vaciamadrid |      |
| 16717  | Av. José Hierro - José Saramago                        |              |                                  | Rivas-Vaciamadrid |      |
| 15876  | Av. José Hierro - Azalea                               | N302         |                                  | Rivas-Vaciamadrid |      |
| 15874  | Junkal - Acacias                                       | N302         |                                  | Rivas-Vaciamadrid |      |
| 15872  | Junkal - Sauces                                        | N302         |                                  | Rivas-Vaciamadrid |      |
| 07506  | Av. Almendros - Junkal                                 |              |                                  | Rivas-Vaciamadrid |      |
| 07507  | Av. Almendros - Boros                                  |              |                                  | Rivas-Vaciamadrid |      |
| 07508  | Av. Almendros - Urb. El Tejar                          |              |                                  | Rivas-Vaciamadrid |      |
| 07509  | Av. Almendros - Acebo                                  |              |                                  | Rivas-Vaciamadrid |      |
| 15869  | Av. Almendros - P.º Chopera                            |              |                                  | Rivas-Vaciamadrid |      |
| 09012  | Av. Almendros - Colegio                                |              |                                  | Rivas-Vaciamadrid |      |
| 18777  | Av. Almendros - Débora Arango                          |              |                                  | Rivas-Vaciamadrid |      |
| 18778  | Av. Almendros - Isadora Duncan                         |              |                                  | Rivas-Vaciamadrid |      |
| 18779  | Av. Ocho de Marzo - Ciudad Educativa                   |              |                                  | Rivas-Vaciamadrid |      |
| 18780  | Av. Tierra - Av. Ocho de Marzo                         |              |                                  | Rivas-Vaciamadrid |      |
| 20276  | Av. Tierra - Dulce Chacón                              |              |                                  | Rivas-Vaciamadrid |      |
| 11610  | P.º Provincias - Ronda de Gijón                        |              |                                  | Rivas-Vaciamadrid |      |
| 20708  | P.º Provincias - Av. Víctimas del Terrorismo           |              |                                  | Rivas-Vaciamadrid |      |
| 11612  | P.º Provincias - Ronda de Oviedo                       |              |                                  | Rivas-Vaciamadrid |      |
| 15868  | Av. Armando Rodríguez Vallina - Pza. Federico Gª Lorca |              |                                  | Rivas-Vaciamadrid |      |
| 07523  | Av. Covibar - Pza. Rafael Alberti                      |              |                                  | Rivas-Vaciamadrid |      |
| 07524  | Av. Covibar - Pza. Violeta Parra                       |              |                                  | Rivas-Vaciamadrid |      |
| 09785  | Av. Covibar - Colegio                                  |              |                                  | Rivas-Vaciamadrid |      |
| 07525  | Av. Covibar - Rosa                                     |              |                                  | Rivas-Vaciamadrid |      |
| 7529   | Mediterráneo-Santa Eugenia                             | N302 N303    | Santa Eugenia                    | Madrid            |      |
| 2613   | Mediterráneo-Democracia                                | N302 N303 N9 |                                  | Madrid            |      |
| 4283   | Mediterráneo-Fuente Carrantona                         | N302 N303    |                                  | Madrid            |      |
| 3352   | Mediterráneo-Pío Felipe                                | N302         |                                  | Madrid            |      |
| 2611   | Mediterráneo-Arroyo Fontarrón                          | N302 N9      |                                  | Madrid            |      |
| 7433   | Av. Mediterráneo - Conde de Casal                      | N302         | Conde de Casal                   | Madrid            |      |
| 2127   | Mediterráneo                                           | N302 N303    |                                  | Madrid            |      |
| 5708   | Estación de Atocha (Intercambiador)                    | N302 N303    | Atocha                           | Madrid            |      |